# Ley de Ajuste Cubano
La Ley de Ajuste Cubano (en inglés, Cuban Adjustment Act o CAA), Ley Pública 89-732, es una ley federal de los Estados Unidos promulgada el 2 de noviembre de 1966. Aprobada por el 89.º Congreso de los Estados Unidos y firmada por el presidente Lyndon Johnson, la ley aplica a cualquier nativo o ciudadano de Cuba que haya sido inspeccionado y admitido o con permiso de permanencia temporal en los Estados Unidos después del 1 de enero de 1959; haya estado físicamente presente en ese país durante al menos un año; o sea admisible como residente permanente de los Estados Unidos.

## Migración legal a los Estados Unidos
Los cubanos pueden migrar legalmente a Estados Unidos a través de diferentes programas de migración que incluyen emisión de inmigración de visa, admisión de refugiados, lotería de visa, y el Programa Especial de la Migración Cubana (PEMC) también conocido como la lotería cubana.
Las visas de inmigrantes son expedidas a los padres, conyugales y niños (no casados y menores de 21 años) de ciudadanos estadounidenses tan pronto como la petición de inmigración por visa sea aprobada por la Ciudadanía de Estados Unidos y Servicios de Inmigración. Las visas de inmigrantes también están disponibles para la distribución de personas quien puedan calificar para familia o empleo basado en visas bajo el sistema de preferencia que controla numéricamente el límite de inmigración a los Estados Unidos.

## Modificaciones
La Ley de Ajuste Cubano original de 1966 permitía a los cubanos convertirse en residentes permanentes si habían estado presentes en los Estados Unidos durante al menos 2 años. Las Enmiendas a la Ley de Inmigración y Nacionalidad de 1976 (| P.L. 94-571) redujeron este tiempo a un año.
Los cubanos están exentos de cualquier cuota de inmigración y también están exentos de los siguientes requisitos que se imponen a la mayoría de los demás inmigrantes:
- Mostrar un motivo de residencia basado en la familia o en el empleo
- Entrar a los Estados Unidos por un puerto de entrada legal
- No ser una carga pública

La Ley de Ajuste Cubano permanece en los libros con pocas modificaciones. El flujo y control de la migración ha sido un peón de larga data en las relaciones entre EE. UU. y Cuba, y no hay suficiente clamor interno en EE. UU. para que el gobierno de EE. UU. acceda a las demandas de Cuba de eliminar la ley, según el experto Prof. Michael Bustamante.

## Cambios de 1996 y 2017
En 1996, el gobierno de los Estados Unidos introdujo la llamada política de pies secos, pies mojados que limitaba el alcance de la ley. La política de pies secos/pies mojados fue rescindida por el presidente Obama al final de su presidencia en enero de 2017. La Ley de Ajuste Cubano sigue vigente.